# Elimination Chamber: Perth
Elimination Chamber: Perth è la quattordicesima edizione dell'omonimo premium live event di wrestling prodotto dalla WWE. L'evento si è svolto il 24 febbraio 2024 all'Optus Stadium di Perth in Australia ed è stato trasmesso in diretta su Peacock negli Stati Uniti e sul WWE Network nel resto del mondo.
L'evento è stato annunciato il 21 settembre e si è svolto all'Optus Stadium di Perth, in Australia al loro secondo pay-per-view nella storia.

## Storyline

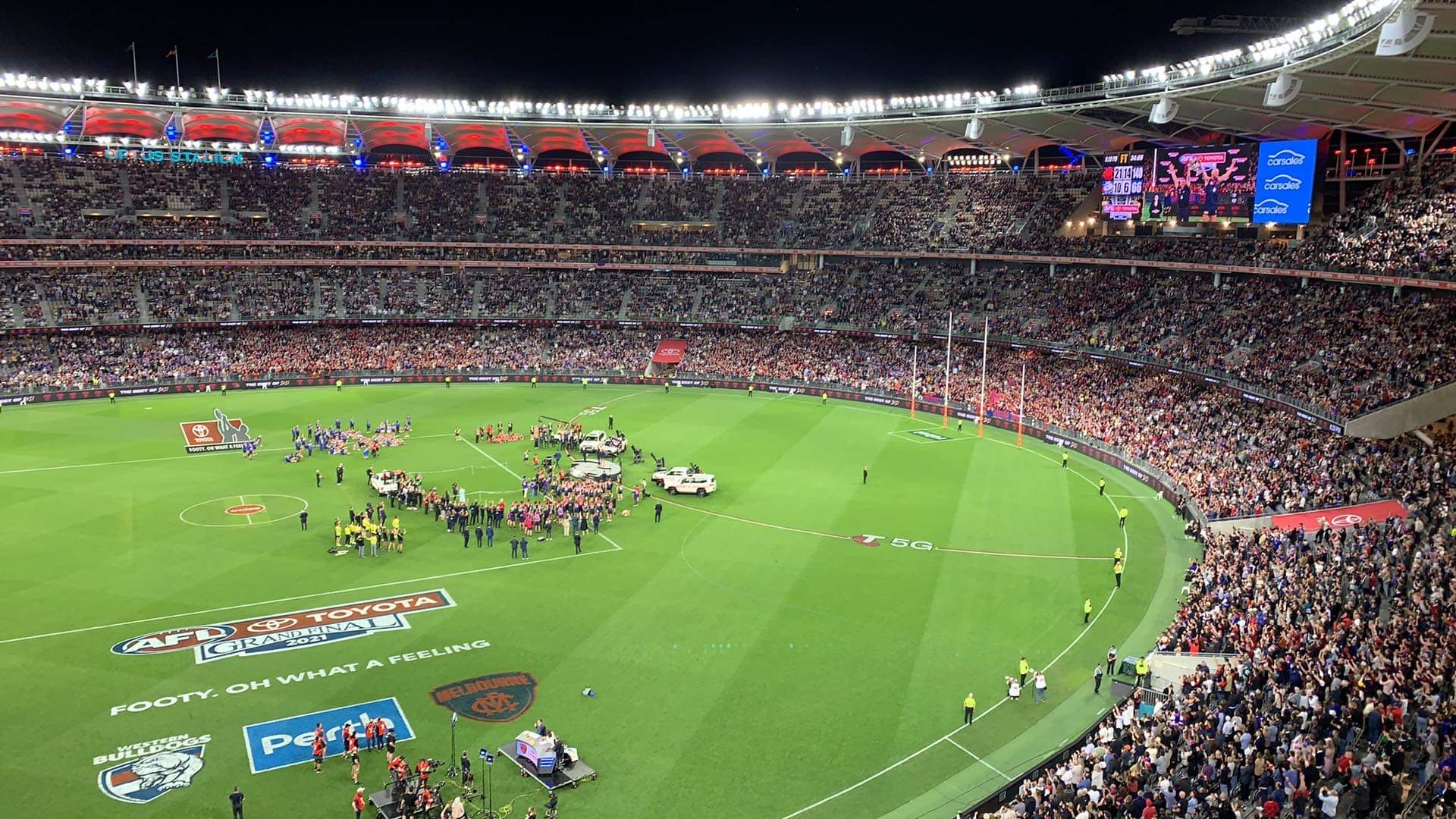
Vista dall'interno dell'Optus Stadium

Nella puntata di SmackDown del 2 febbraio è stato annunciato un torneo per decretare gli sfidanti al Raw Tag Team Championship e SmackDown Tag Team Championship detenuto da Finn Bálor e Damian Priest, tramite due fatal four-way tag team match e con i due vincitori che si sfideranno. La prima sfida si è svolta la sera stessa e ha visto affrontarsi i Pretty Deadly, il Legado del Fantasma, il Latino World Order e Pete Dunne assieme a Tyler Bate, con quest'ultimi due che ne sono usciti vincitori. Tre giorni più tardi, nella puntata di Raw, i DIY, sono riusciti ad ottenere la vittoria contro i Creed Brothers, l'Imperium ed il New Day. I due team si sono dunque affrontati quattro giorni dopo, a SmackDown, dove a prevalere sono stati i New Catch Republic, nuovo nome dato alla coppia di Pete Dunne e Tyler Bate.
Nella puntata del 5 febbraio di Raw, il general manager Adam Pearce ha annunciato che l'avversario di Rhea Ripley a WrestleMania XL sarà decisa in un elimination chamber match con degli incontri di qualificazione. Nel primo match di qualificazione, Becky Lynch ha sconfitto Shayna Baszler, Bianca Belair ha battuto Michin, Liv Morgan ha sconfitto Zoey Stark e il 16 febbraio a SmackDown si sono qualificate Tiffany Stratton e Naomi sconfiggendo rispettivamente Zelina Vega e Alba Fyre. L'ultimo posto è stato determinato con un battle royal match che ha visto come vincitrice la rientrante Raquel Rodriguez.
Nella puntata di Raw del 29 gennaio, Nia Jax ha attaccato la Women's World Championship Rhea Ripley dicendole di volere un match titolato tra di loro prima di Wrestlemania, cosa precedentemente detta nelle settimane precedenti. Nella puntata successiva, Adam Pearce ha annunciato che la difesa della cintura della Ripley contro Nia Jax ad Elimination Chamber.
Nella puntata del 9 febbraio di SmackDown, i due general manager Nick Aldis e Adam Pearce hanno indetto che dall'elimination chamber match maschile verrà fuori il nome di colui che sfiderà il World Heavyweight Championship Seth Rollins allo Showcase of the Immortals. Nella stessa puntata si sono svolti i primi due match di qualificazione che hanno visto vincere Drew McIntyre e Randy Orton contro, rispettivamente, AJ Styles e Sami Zayn. Nella puntata successiva, Bobby Lashley e LA Knight si sono qualificati battendo Bronson Reed e Ivar. Gli ultimi due posti disponibili sono stati assegnati a Kevin Owens e Logan Paul dopo aver sconfitto Dominik Mysterio e The Miz.
Durante la conferenza stampa del 22 febbraio, è stato annunciato anche che le Kabuki Warriors avrebbero difeso il loro Women's Tag Team Championship contro Candice LeRae ed Indi Hartwell nel kickoff dello show.

## Risultati
| #       | Match                                                                                          | Stipulazioni                                                                            | Durata |
| ------- | ---------------------------------------------------------------------------------------------- | --------------------------------------------------------------------------------------- | ------ |
| Kickoff | Le Kabuki Warriors (c) hanno sconfitto Candice LeRae e Indi Hartwell                           | Tag team match per il WWE Women's Tag Team Championship                                 | 8:55   |
| 1       | Becky Lynch ha sconfitto Bianca Belair, Liv Morgan, Raquel Rodriguez, Naomi e Tiffany Stratton | Elimination chamber match per determinare la sfidante al Women's World Championship     | 32:15  |
| 2       | Finn Bálor e Damian Priest (c; con Dominik Mysterio) ha sconfitto i New Catch Republic         | Tag team match per l'Undisputed WWE Tag Team Championship                               | 17:25  |
| 3       | Drew McIntyre ha sconfitto Randy Orton, LA Knight, Kevin Owens, Bobby Lashley e Logan Paul     | Elimination chamber match per determinare lo sfidante al World Heavyweight Championship | 36:55  |
| 4       | Rhea Ripley (c) ha sconfitto Nia Jax                                                           | Single match per il Women's World Championship                                          | 14:35  |

1. ↑  Con il nome "Undisputed WWE Tag Team Championship" si intende il WWE Raw Tag Team Championship e il WWE SmackDown Tag Team Championship unificati ma che nell'albo d'oro rimangono indipendenti.

### Women's Elimination Chamber
| N° eliminazione | Wrestler         | N° ingresso | Eliminato da     | Tempo |
| --------------- | ---------------- | ----------- | ---------------- | ----- |
| 1ª              | Naomi            | 2ª          | Tiffany Stratton | 13:30 |
| 2ª              | Tiffany Stratton | 3ª          | Liv Morgan       | 22:55 |
| 3ª              | Raquel Rodriguez | 5ª          | Bianca Belair    | 25:05 |
| 4ª              | Bianca Belair    | 6ª          | Liv Morgan       | 32:10 |
| 5ª              | Liv Morgan       | 5ª          | Becky Lynch      | 32:16 |
| Vincitrice      | Becky Lynch      | 1ª          | —                | 32:16 |

### Men's Elimination Chamber
| N° eliminazione | Wrestler      | N° ingresso | Eliminato da  | Tempo |
| --------------- | ------------- | ----------- | ------------- | ----- |
| 1°              | Bobby Lashley | 4°          | Drew McIntyre | 21:30 |
| 2°              | LA Knight     | 1°          | Drew McIntyre | 24:20 |
| 3°              | Kevin Owens   | 3°          | Randy Orton   | 28:00 |
| 4°              | Logan Paul    | 6°          | Randy Orton   | 32:35 |
| 5°              | Randy Orton   | 5°          | Drew McIntyre | 36:55 |
| Vincitore       | Drew McIntyre | 2°          | —             | 36:55 |